# José Maria Carvalho Ferreira
José Maria Carvalho Ferreira (nascido a 25 de novembro de 1945) é um professor catedrático aposentado do Instituto Superior de Economia e Gestão da Universidade Técnica de Lisboa.

## Biografia
José Maria nasceu no dia 25 de novembro de 1945 em Bogarréus. Filho de António Ferreira (sapateiro-agricultor) e Maria da Conceição (doméstica). Começou a trabalhar no campo desde dos 11 anos de idade trabalhar depois de acabar o ensino básico em 1957. Trabalhou ainda em cafés, pedreiras e cerâmica de tijolos. Aos 13 anos de idade sai de Bogarréus e vai residir para Lisboa. Nesta cidade trabalhou como empregado de café, drogaria e mecânico. Em sintonia com o trabalho, frequentou a Escola Secundária Afonso Domingues e o Liceu Francês Charles Lepierre. Em Abril de 1970 emigrou para França, e passou a residir em Paris. Aí trabalhou, mais uma vez, como mecânico. Iniciou os estudos em Economia Política na Universidade de Paris 8, tendo obtido a licenciatura em 1974. Em 1978 completa a sua licenciatura em Economia no ISCTE – Instituto Universitário de Lisboa. Em 1981 realizado o mestrado na Universidade de Paris X. Em 1984 conclui o doutoramento em"Systemes et Structures" na Universidade de Paris X. Atualmente, pratica a atividade agrícola, viticultura e faz produção de azeite na Adega Acrata.

## Carreira profissional
Ao longo da sua vida profissional exerceu vários cargos. Foi Presidente do Conselho Pedagógico do ISEG, Presidente do SOCIUS (Centro de Investigação em Sociologia Económica e das Organizações) do ISEG, e professor catedrático do Instituto Superior de Economia e Gestão da Universidade Técnica de Lisboa, entre outros.

## Outras atividades
José Maria exerceu outras atividades como membro do Conselho Editorial da revista Verve, coletivo Editorial do jornal "A Batalha" e também coletivo da Editorial da revista Utopia conselho Editorial da revista "A Ideia".